# Helga Hošková-Weissová

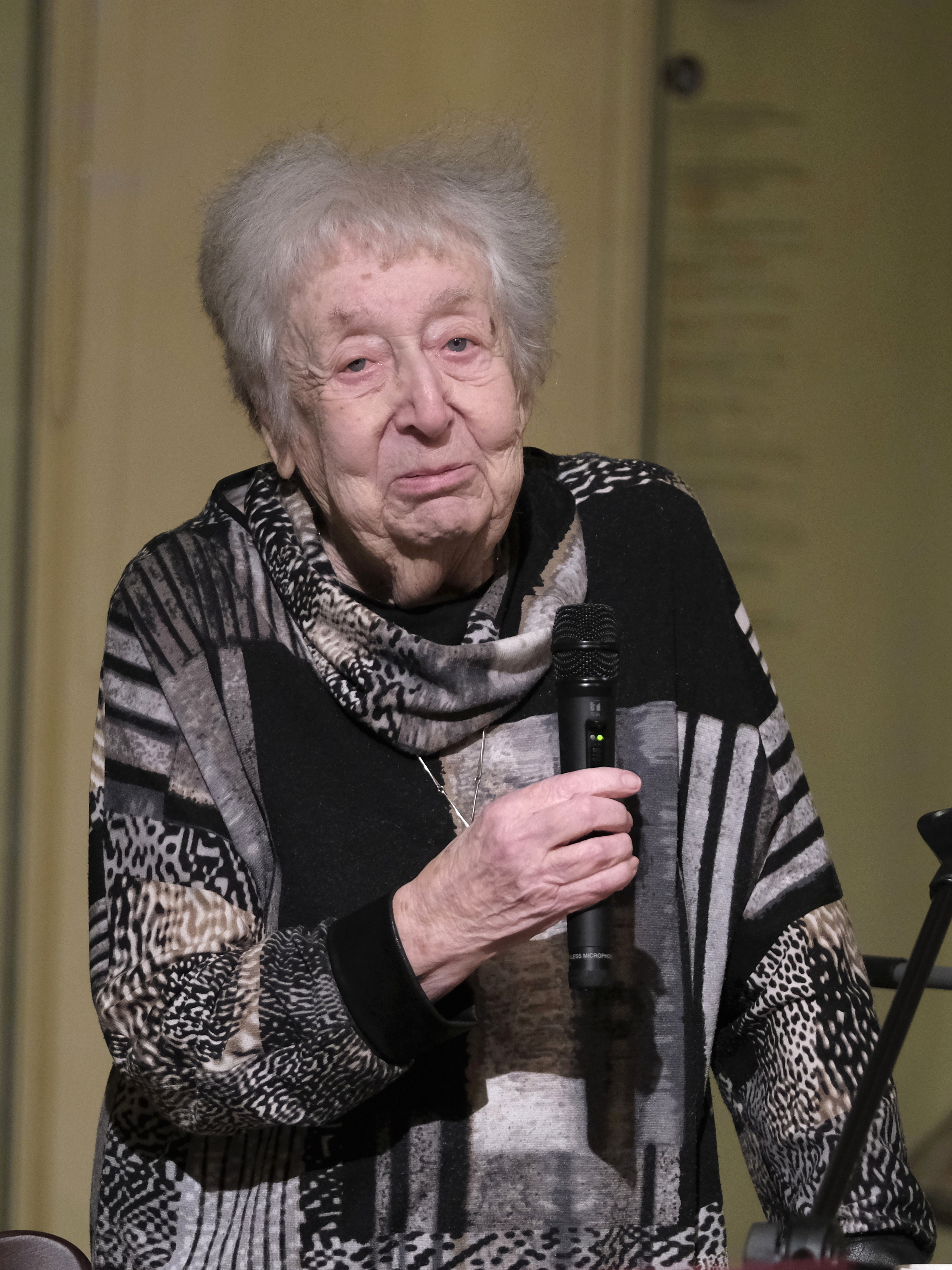
La pintora Helga Hošková-Weissová.

Helga Hošková-Weissová  (1929) es una artista checa y una superviviente del Holocausto. Se crio en Praga y, el 4 de noviembre de 1941, fue llevada junto a sus padres al campo de concentración de Terezín, también conocido como el campo de concentración de Theresienstadt. Una vez allí los separaron, aunque al final fue posible que se vieran de vez en cuando e incluso pudieron comunicarse mediante notas clandestinas. Se estima que unos 15 000 niños, por debajo de los 16 años, fueron a Terezín y que menos de 100 de éstos, deportados después a Auschwitz, sobrevivieron.
En octubre del año 1944, cuando Helga tenía 15 años, tanto ella como su madre fueron trasladadas a Auschwitz. Según iban llegando al campo, los nuevos prisioneros eran sometidos a una división: si les mandaban a la izquierda iban directamente a los hornos crematorios pero si les mandaban a la derecha vivían un poco más. Probablemente la persona encargada de hacer esta división el día de la llegada de Helga y su madre fue el infame Josef Mengele aunque, fuera quien fuese, Helga lo convenció de que tenía la edad suficiente, 18 años, como para seguir viviendo y finalmente la mandaron a la derecha. Además, también consiguió que esa persona creyera que su madre era más joven de lo que realmente era.
Gracias a su don para la pintura y el dibujo, cuando estuvo en Terezín escribió un diario que incluía imágenes de su vida en el campo que sobrevivió a la guerra. Después de diez días, la transfirieron de Auschwitz a Freiberg, un campo auxiliar del campo de trabajo Flossenbürg, cerca de Dresde. Allí volvió a escapar de un final terrible después de verse obligada a unirse a una de las llamadas «marchas de la muerte». Ésta duró 16 días y su destino fue el campo de Mauthausen, donde permaneció hasta su liberación el 5 de mayo de 1945 por el Ejército de Estados Unidos. Según ella misma fue ayudada a sobrevivir por dos españoles: José Rasal Río y Manuel Obatlero Dominiguer.
Tras el fin de la Segunda Guerra Mundial, Helga volvió a Praga, donde estudió pintura desde 1950 con el artista checo Emil Filla. Años después, trabajó como artista y formó su propia familia. Después de la revolución de noviembre del año 1989, expuso sus obras de arte numerosas veces tanto en la República Checa, su propio país, como en Austria, Alemania o Italia.
En 1993 fue laureada con el doctorado de honor en la Universidad de Arte de Massachusetts, Massachusetts College of Art, en Boston, por todos los logros que había conseguido a lo largo de su vida. Más tarde, en 2009, fue galardonada con la medalla Josef Hlávka y en octubre del mismo año Vaclav Klaus le entregó la Medalla al Mérito.
En febrero de 2013, a sus 89 años, vivía en la casa donde había nacido, la misma donde fue arrestada en 1944. W. W. Norton & Company publicó el relato de todas sus experiencias, El diario de Helga: testimonio de una niña en un campo de concentración, el 22 de abril de 2013.